# Njongvon
Njongvon (hangul: 녕원군, Njongvon-kun, handzsa: 寧遠郡, RR: Nyŏngwŏn-kun, ’békességet védelmező’) megye Észak-Koreában, Dél-Phjongan (P'yŏngan) tartományban.
Thedzso (T'aejo) király uralkodásának 5. évében, 922-ben alapították meg Njongvondzsin (Nyŏngwŏnjin) néven. 1396-ban egyesítették Jongcshong-hjonnal (영청현, 永淸縣, Yŏngch'ŏng-hyŏnnal), és az egyesített település a Jongnjong-hjon (영녕현, 永寧縣, Yŏngnyŏng-hyŏn) nevet kapta.
1465-ban közigazgatási átszervezés során visszakapta a Njongvon (Nyŏngwŏn) nevet és megyei rangra emelték, 1896-ban Dél-Phjongan (P'yŏngan) tartomány része lett.

## Földrajza
Északról Csagang (Chagang) tartomány Hicshon (Hŭich'ŏn) városa és Tongsin megyéje, keletről Dél-Phjongan (P'yŏngan) tartomány Tehung (Taehŭng) megyéje, délkeletről Dél-Hamgjong (Hamgyŏng) tartomány Jodok (Yodŏk) megyéje, délről és délkeletről Dél-Phjongan (P'yŏngan) tartomány Mengszan (Maengsan) megyéje illetve Tokcshon (Tŏkch'ŏn) városa, nyugatról pedig Észak-Phjongan (P'yŏngan) tartomány Hjangszan (Hyangsan) és Kudzsang (Kujang) megyéi határolják.
Legmagasabb pontja a 2015 méter magas Szobekszan (소백산; 小白山, Sobaeksan).

## Közigazgatása
1 községből (up (ŭp)), 23 faluból (ri (ri)) és 1 kerületből (tong) áll:
| - Njongvon-up (녕원읍; 寧遠邑, Nyŏngwŏn-ŭp) - Okcshon-tong (옥천동; 玉泉洞, Okch'ŏn-tong) - Teszong-ri (대성리; 大城里, Taesŏng-ri) - Toszam-ri (도삼리; 都三里, Tosam-ri) - Tophjong-ri (도평리; 都坪里, Top'yŏng-ri) - Rjongde-ri (룡대리; 龍大里, Ryongdae-ri) - Rjongszong-ri (룡성리; 龍城里, Ryongsŏng-ri) - Maszan-ri (마산리; 馬山里, Masan-ri) - Mungok-ri (문곡리; 文谷里, Mun'gok-ri) - Szongszan-ri (송산리; 松山里, Songsan-ri) - Szuha-ri (수하리; 水下里, Suha-ri) - Szunho-ri (순호리; 淳浩里, Sunho-ri) - Szungthong-ri (승통리; 勝通里, Sŭngt'ong-ri) | - Sinde-ri (신대리; 新垈里, Sindae-ri) - Sin-ri (신리; 新里, Sin-ri) - Sinmak-ri (신막리; 新幕里, Sinmak-ri) - Sinhung-ri (신흥리; 新興里, Sinhŭng-ri) - Jongcshang-ri (영창리; 永昌里, Yŏngch'ang-ri) - Onjang-ri (온양리; 溫陽里, Onyang-ri) - Csangszan-ri (장산리; 長山里, Changsan-ri) - Csungszam-ri (중삼리; 中三里, Chungsam-ri) - Cshangszan-ri (창산리; 倉山里, Ch'angsan-ri) - Cshongszan-ri (청산리; 靑山里, Ch'ŏngsan-ri) - Phungdzson-ri (풍전리; 豊田里, P'ungjŏn-ri) - Höjang-ri (회양리; 茴陽里, Hoeyang-ri) |

## Gazdaság
Njongvon (Nyŏngwŏn) megye gazdasága erdőgazdálkodásra, gyógyszergyártásra, élelmiszeriparra, textil- és ruhaiparra épül.

## Oktatás
Njongvon (Nyŏngwŏn) megye 29 oktatási és művelődési intézménynek ad otthont, köztük általános iskoláknak, középiskoláknak, illetve fiókiskoláknak.

## Egészségügy
A megye 32 egészségügyi intézménnyel rendelkezik, köztük egy megyei szintű kórházzal, egy ipari kórházzal, illetve helyi kórházakkal és prevenciós intézményekkel.

## Közlekedés
A megye közutakon a szomszédos megyék felől közelíthető meg. A megye vasúti kapcsolattal nem rendelkezik, ugyanakkor a területén található Kumszong (Kŭmsŏng-ho) tavon keresztül hajóval elérhető Tokcshon (Tŏkch'ŏn).